# Província del Guayas
Guayas és una de les 24 províncies de l'Equador, situada a la costa sud del país i envoltant la desembocadura del riu Guayas. És la província més poblada del país, amb 3.309.034 habitants (2001), té una superfície de 19.623 km² i la seva capital és Guayaquil.
És una província eminentment marítima i fluvial, amb els importants i cabalosos rius Daule i Babahoyo que s'uneixen per formar el Guayas, tot i que també la travessa les petites altures muntanyoses del Chongón-Colonche en el seu extrem nord-occidental. Destaca el cultiu de la pinya americana, el plàtan i la canya de sucre, així com l'activitat comercial del port de Guayaquil i la turística de la zona de Salinas. A la banda oriental de la desembocadura del Guayas es troba la reserva ecològica Manglares-Churute, considerable extensió de manglar. Tota la plataforma continental de la província és considerada una zoan de prospecció petroliera, tot i que encara no se n'han explotat jaciments extensament.
La província consta de 28 cantons (capital entre parèntesis):
- Jujan (Jujan)
- Balao (Balao)
- Balzar (Balzar)
- Colimes (Colimes)
- Coronel Marcelino Maridueña (Coronel Marcelino Maridueña)
- Daule (Daule)
- Durán (Durán)
- El Empalme(El Empalme)
- El Triunfo (El Triunfo)
- Bucay (Bucay)
- Guayaquil (Guayaquil)
- Isidro Ayora (Isidro Ayora)
- Lomas de Sargentillo (Lomas de Sargentillo)
- Milagro (Milagro)
- Naranjal (Naranjal)
- Naranjito (Naranjito)
- Nobol (Nobol)
- Palestina (Palestina)
- Pedro Carbo (Pedro Carbo)
- Playas (Playas)
- Samborondón (Samborondón)
- Santa Lucía (Santa Lucía)
- Simón Bolívar (Simón Bolívar)
- Urbina Jado (Salitre)
- Yaguachi (Yaguachi)